# Bodies Bodies Bodies
Pour plus de détails, voir Fiche technique et Distribution.
Bodies Bodies Bodies (ou Jeu funeste au Québec) est un film d'horreur américain réalisé par Halina Reijn. Il est diffusé mondialement à South by Southwest le 14 mars 2022 et sort également le 5 août 2022 via A24.

## Synopsis
Bee, une jeune femme d'Europe de l'Est, se rend avec sa riche petite amie Sophie à une « fête de l'ouragan » dans un manoir appartenant à la famille de David, un ami de Sophie. Parmi les autres invités figurent Emma, la petite amie actrice de David ; la podcasteuse Alice ; son nouveau petit ami beaucoup plus âgé qu'elle, Greg et l'énigmatique Jordan. Max, un autre invité, est parti après une dispute avec David la veille de l'arrivée de Sophie et Bee.
Après avoir bu, consommé de la drogue et dansé, le groupe décide de jouer à Bodies Bodies Bodies, un jeu de style murder party.

## Distribution
- Amandla Stenberg (VFB : Ludivine Deworst) : Sophie
- Maria Bakalova (VFB : Julie Dieu) : Bee
- Rachel Sennott (VFB : Nancy Philippot) : Alice
- Chase Sui Wonders (VFB : Alayin Dubois) : Emma
- Pete Davidson (VFB : Jonathan Simon) : David
- Myha'la Herrold (VFB : Audrey d'Hulstère) : Jordan
- Lee Pace (VFB : Steve Driesen) : Greg
- Conner O'Malley : Max

## Production

### Tournage
Le tournage a commencé en mai 2021.